# 分靈棋

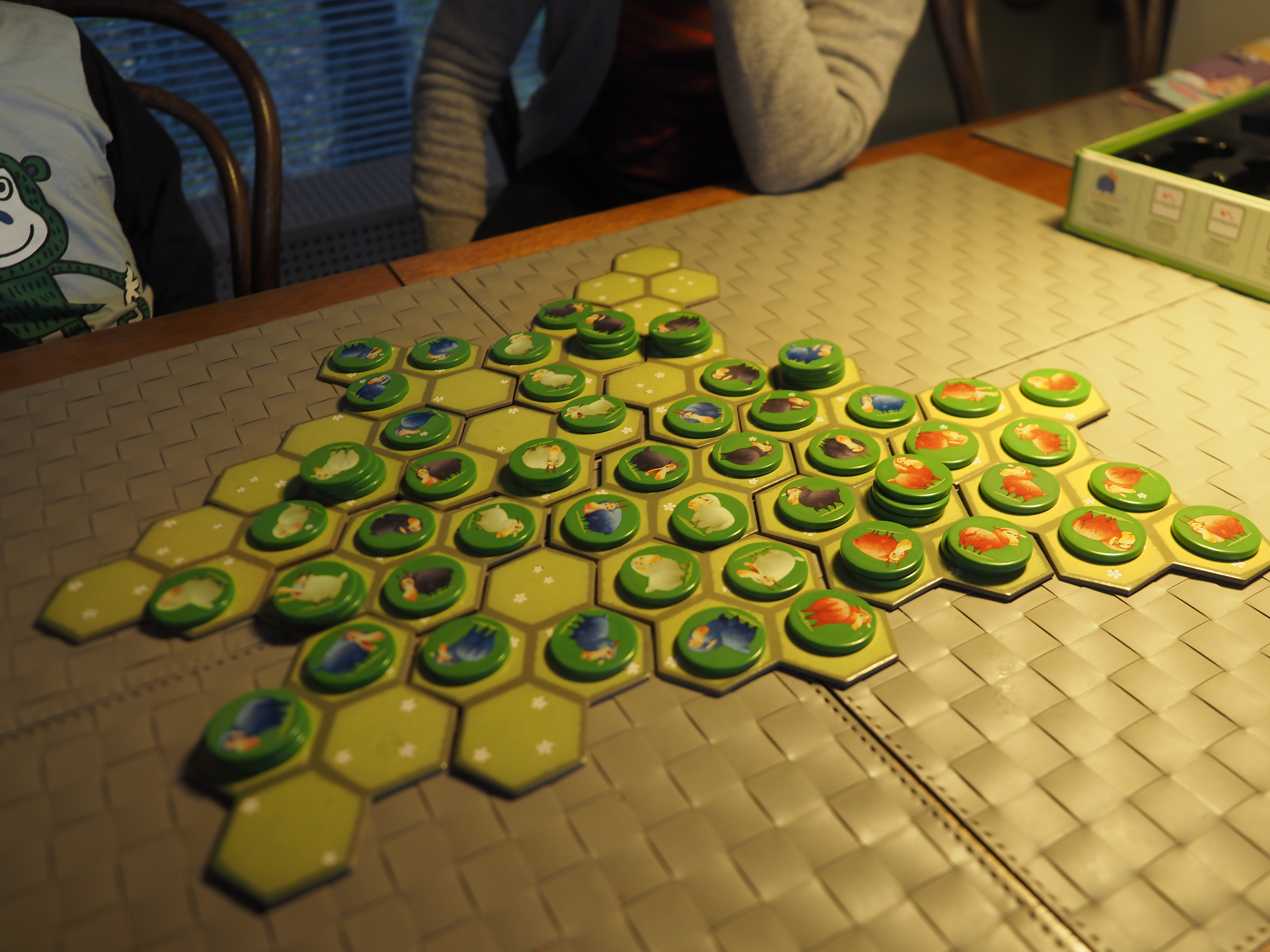
接近尾声的棋局

分靈棋（Splits）是Francesco Rotta於2010年推出的2人棋類，是種疊棋類遊戲。

## 棋具
- 棋盤由8片棋片組成。棋片為4個六邊型棋格組成的十四邊形。

- 棋子為平扁狀，可堆疊其他棋子，以兩色區分敵我，每方各16枚。

## 規則
- 初始佈置為兩方輪流放置棋片。除第一片外，其餘棋片需至少有一邊與其他片相連。8片棋片放置完，每方再將己方一座達16層的棋疊放在邊緣的空棋格。

- 雙方輪流移動1座至少2層的己方棋疊，至少將1枚己棋留在原處，剩下的棋疊朝六方向之一移動至最遠的連續空格。

- 無法行棋者輸掉遊戲[1][2]。

## 外部連結
- 遊戲介紹 （页面存档备份，存于）
- 線上遊戲 （页面存档备份，存于）